# Kety (folyó)
A Kety (oroszul: Кеть) folyó Szibériában, Oroszország Krasznojarszki határterületén és Tomszki területén, az Ob jobb oldali mellékfolyója.

## Földrajz
Hossza: 1621 km, vízgyűjtő területe: 94 200 km², átlagos vízhozama: 560 m3/sec. 
Az Ob és a Jenyiszej vízválasztójának mocsaras vidékén ered, felső szakaszának neve: Nagy-Kety. Kis-Kety nevű mellékfolyójának torkolatától többnyire lapos, gyakran mocsaras és fenyvesekkel borított területen, a Kety–Tim-síkságon folyik, jellemzően északnyugati, majd nyugati irányban. Kolpasevo településnél egyik ága az Obba ömlik, másik ága azonban tovább folyik észak felé és csak jóval feljebb, Narim településnél torkollik az Obba. 
Magas vízállása májustól augusztusig tart, október végétől május elejéig befagy. A folyó egy része hajózható. 
Kisebb települések a folyó mentén: Belij Jar (8500 fő, 2005-ben), Uszty-Ozjornoje.

### Mellékfolyók
- jobbról: Szocsur, Orlovka, Liszica
- balról: Kis-Kety, Mengyel, Jelovaja

## Történelem
A folyó nevében őrzi az egykori őslakosság, a ketek nevét, képviselői ma is élnek a folyó felső szakaszának egyes településein. Rajtuk kívül egykor osztjákok (hantik) és tunguzok is lakták a vidéket.
A 19. század végén a Kety egyik mellékfolyója (Lomovataja) és a Kasz folyócska összekötésével kisebb hajózócsatornát létesítettek az Ob és a Jenyiszej között. Bár a csatorna elkészült, gyakorlatilag alig használták és később le is zárták. Maradványai ma is láthatók. 